# Wolny Uniwersytet Burgas
Wolny Uniwersytet Burgas (bułg.: Бургаски свободен университет – БСУ) – prywatna instytucja szkolnictwa wyższego z siedzibą w Burgasie. Został ustanowiony decyzją Zgromadzenia Narodowego w dniu 18 września 1991 roku i jest jednym z pierwszych prywatnych uniwersytetów w kraju. Uniwersytet jest akredytowany przez narodową agencję ds. oceny i akredytacji i jest posiadaczem międzynarodowego certyfikatu jakości ISO 9001:2008.
Początkowo uniwersytet mieści się w budynku dawnego Domu Partyjnego, w centrum Burgas. W 2004 roku nowy budynek Wolnego Uniwersytetu Burgas przy ulicy San Stefano 62 zdobył nagrodę za nowoczesną adaptację i realizację budynku uniwersyteckiego w Bułgarii.
Wolny Uniwersytet Burgas to nowoczesny, innowacyjny i zorientowany na studentów uniwersytet o znaczących osiągnięciach naukowych i uznanym statusie międzynarodowym. Współpracuje z 36 uniwersytetami i organizacjami w Europie, Ameryce, Azji i Afryce, z 24 uniwersytetami w Europie prowadzi program wymiany studentów i wykładowców. Z ponad 100 uniwersytetami i organizacjami prowadzi międzynarodowe projekty.
Uczelnia jest członkiem Europejskiego Stowarzyszenia Uniwersytetów (EUA) i bierze udział w Europejskim Systemie Transferu Punktów (ECTS), jest również partnerem UNESCO w ramach programu UNITWIN / UNESCO Chairs i jest instytucją goszczącą UNESCO Chair on Culture of Peace and Human Rights.

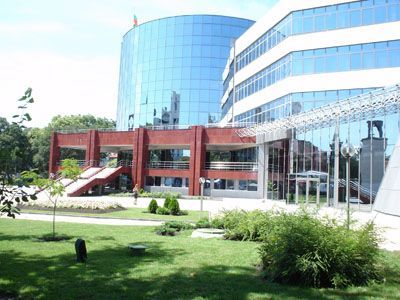
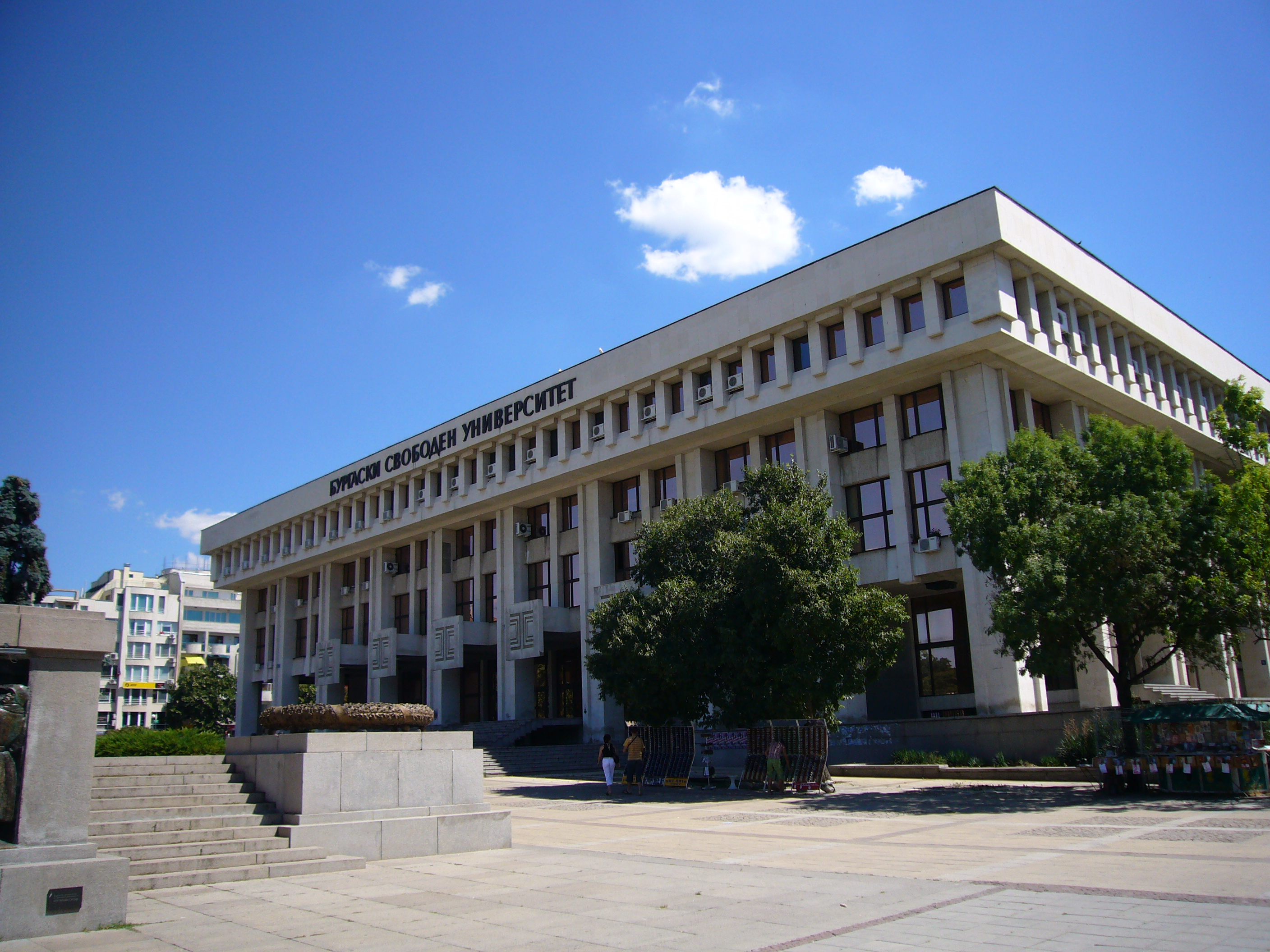
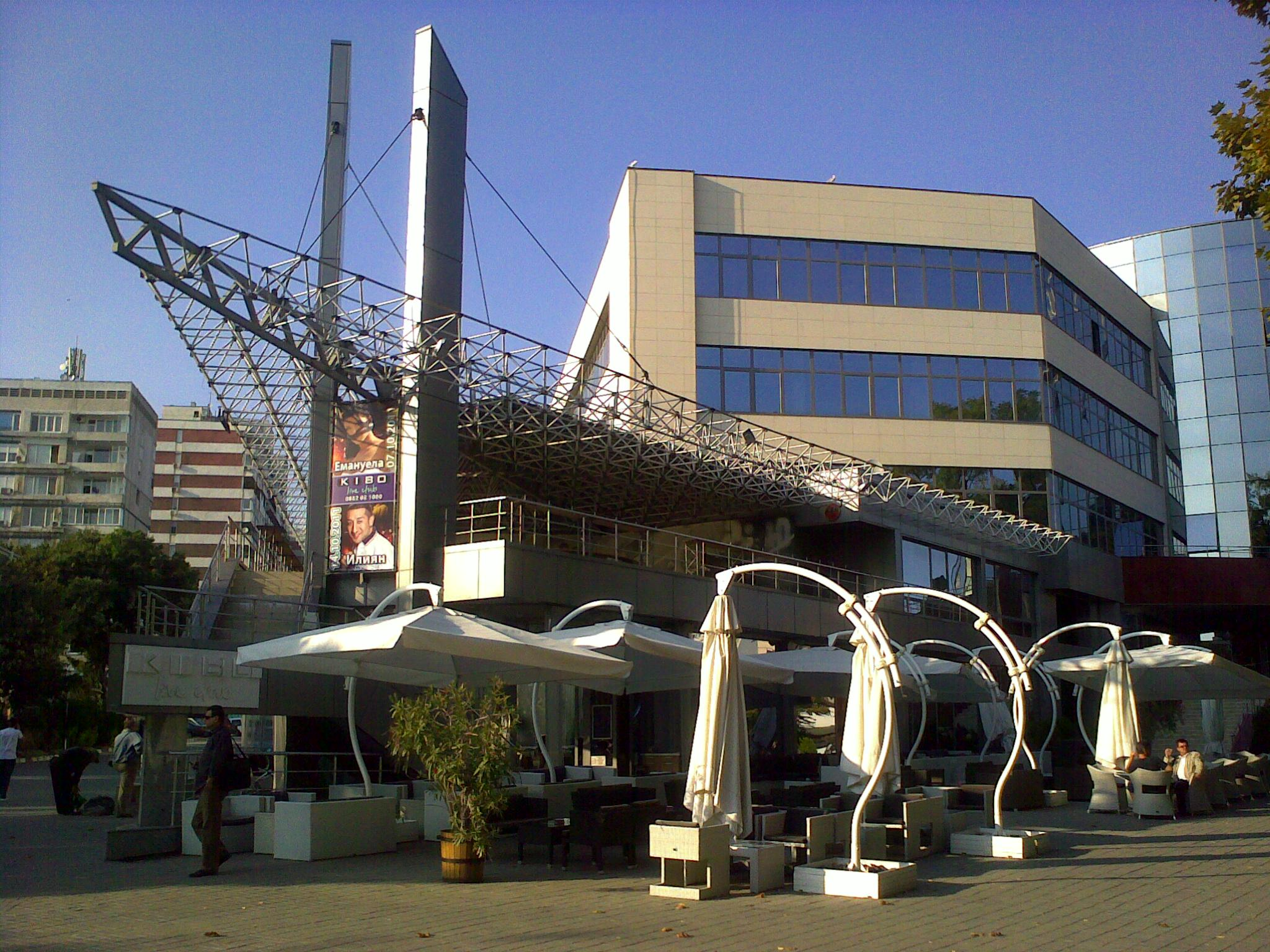
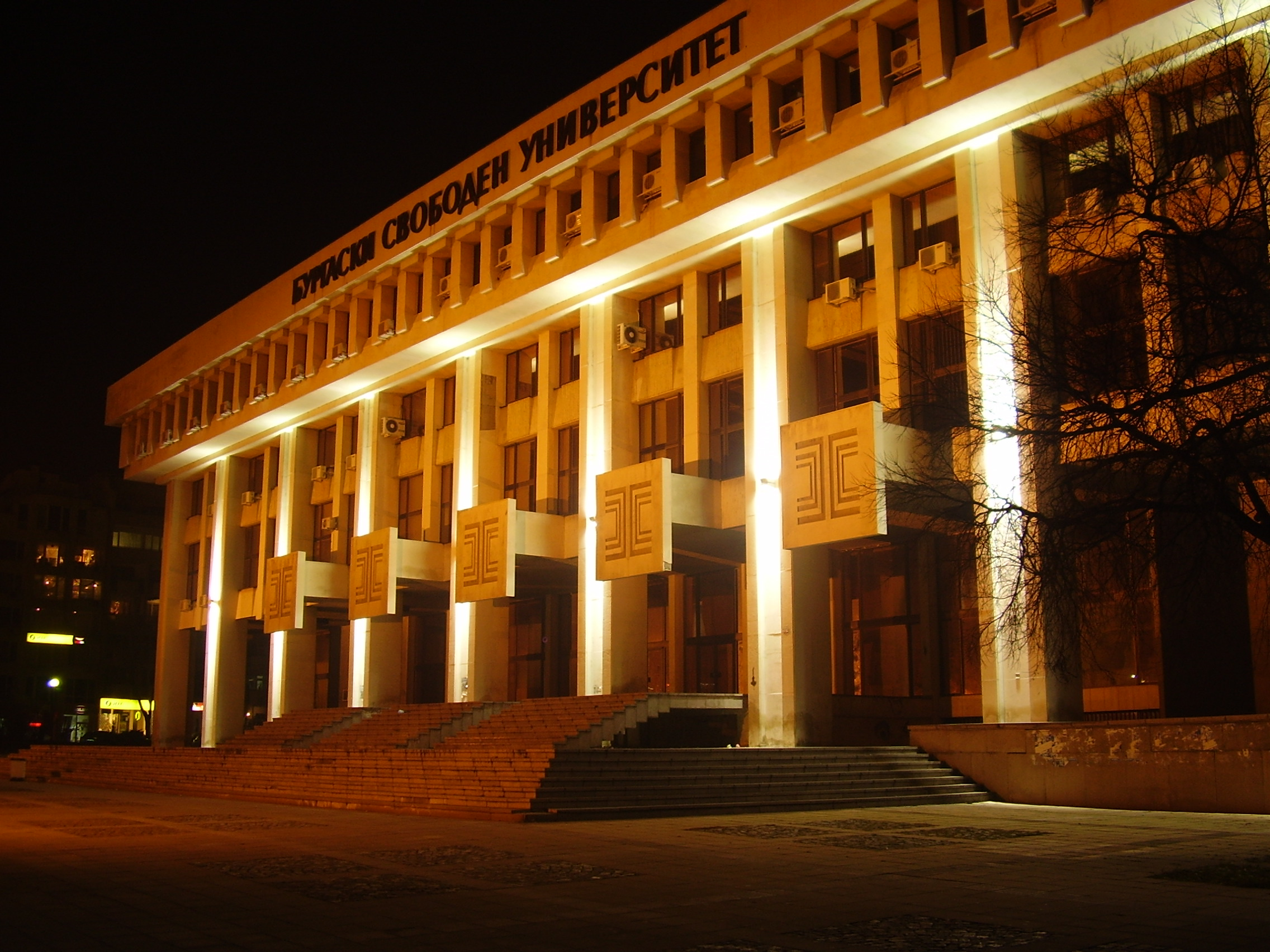